# Губрієнко Олександр Анатолійович
Олександр Анатолійович Губрієнко (нар. 2 січня 1983, Українська РСР) — український футболіст, півзахисник.

## Життєпис
Вихованець клубів «Металург» (Запоріжжя) та «Кривбас» (Кривий Ріг), кольори яких захищав у юніорських чемпіонатах України (ДЮФЛУ). У 1999 році розпочав дорослу футбольну кар'єру в другій команді «Металурга» (Запоріжжя). Допоки 21 квітня 2002 року дебютував у складі першої команди запорізького «Металурга» у Вищій лізі України. На початку 2006 року виїхав за кордон, де став гравцем грузинського першолігового клубу «Сіоні» (Болнісі), з яким виграв національний чемпіонат. Влітку 2007 року підсилив складі друголігового «Гірник-Спорту», в яким завершив кар'єру професіонального футболіста. Потім виступав у чемпіонаті Запорізької області за «Агро-Осипенко» та «Вектор» (Богатирівка).

## Досягнення
«Сіоні»
- Ліга Еровнулі
  -  Чемпіон (1): 2006